# Conflict
A Conflict angol anarcho / hardcore punk zenekar.

## Története
1981-ben alakultak meg Elthamben. Az eredeti felállás ez volt:
- Colin Jerwood – ének
- John Clifford – basszusgitár
- Kenny Barnes – dobok
- Graham Ball – gitár
- Paul Friday – vizuális effektek.

Később új tagok csatlakoztak a zenekarhoz: Francisco Carreno, Steve Gittins, Mandy Spokes, Kevin Webb, Paul Hoddy, Chris Parish, Steve Ignorant, Ferenc Collins, Marshall Penn, Jackie Hannah, Sarah Taylor, Spike Smith, Eva Scragg, Matthew Zilch, Gav King és William Faith.
Közülük jelenleg csak Gav King és Paul Hoddy szerepelnek a Conflictban, a jelenlegi[mikor?] felállás a következő: Colin Jerwood, Paul Hoddy, Stuart Meadows és Gav King.
Pályafutásuk alatt nyolc nagylemezt, tíz EP-t, egy DVD-t, nyolc koncertalbumot és hat válogatáslemezt jelentettek meg. Lemezeiket a Crass Records, Corpus Christi Records, Mortarhate Records, Go-Kart Records kiadók adták ki.
Az együttes híres a The Exploiteddel fennálló, hosszú életű rivalizálásáról is. A viszály úgy kezdődött, hogy pályafutásuk kezdetén az Exploited bekerült a mainstreamnek számító brit tévéműsorba, a Top of the Pops-ba; erről írta a Conflict az Exploitation című dalt. Ez nem tetszett az Exploited tagjainak, és azóta a két együttes "ellenséges" viszonyban áll egymással.

## Diszkográfia/Stúdióalbumok
- It's Time to See Who's Who (1983)
- Increase the Pressure (1984)
- The Ungovernable Force (1986)
- From Protest to Resistance (1986)
- The Final Conflict (1988)
- Against All Odds (1989)
- Conclusion (1993)
- There's No Power Without Control (2003)